# Połock
Połock (biał. Полацк, Połack; ros. Полоцк, Połock) – miasto w północnej części Białorusi, u ujścia Połoty do Dźwiny, ok. 81,0 tys. mieszkańców (2020). Centrum rejonu połockiego. Przemysł elektromaszynowy (w tym zbrojeniowy), chemiczny, odzieżowy, skórzano-obuwniczy, mineralny, drzewny, spożywczy, węzeł komunikacyjny, port lotniczy; muzea.
Miasto królewskie położone było w końcu XVIII wieku w województwie połockim.
W mieście jest stacja kolejowa Połock.

## Historia
Kronika Powieść minionych lat wymienia po raz pierwszy Połock pod datą 862. Według Latopisu Nikonowskiego, już w 865 gród został zdobyty przez kijowskie drużyny Dira i Askolda i do połowy X w. pozostawał w zależności od Rusi. W połowie wieku wraz z całym księstwem połockim uniezależnił się pod rządami księcia Rogwołoda, którego ok. 980 r. pokonał, zabił i ponownie wcielił Połock do Rusi Kijowskiej, książę kijowski Włodzimierz Wielki. Jednak jego syn z córką Rogwołoda Rognedą – Iziasław praktycznie uniezależnił Połock od Kijowa. W okresie panowania Wsiesława Czarodzieja, powstał sobór św. Zofii.
Być może jeszcze za życia Włodzimierza Wielkiego, z pewnością zaś w XI w., Połock stał się stolicą eparchii. Pierwsza pisemna wzmianka o niej pochodzi z 1105. Mimo przyjęcia chrześcijaństwa miasto pozostawało przy tym nadal ośrodkiem tolerowanego przez władze pogaństwa. W XII w. w Połocku żyła i pracowała prawosławna mniszka i późniejsza święta Eufrozyna Połocka. Założyła ona w mieście dwa monastery, męski – Zaśnięcia Matki Bożej i żeński monaster Przemienienia Pańskiego i św. Eufrozyny Połockiej.
Dzięki sprzecznościom wewnętrznym i rozbiciu dzielnicowemu Rusi Kijowskiej połocka linia Rurykowiczów utrzymywała (z krótkimi przerwami) do początków XV w. niezależność państwa, a Połock – status stolicy księstwa połockiego.

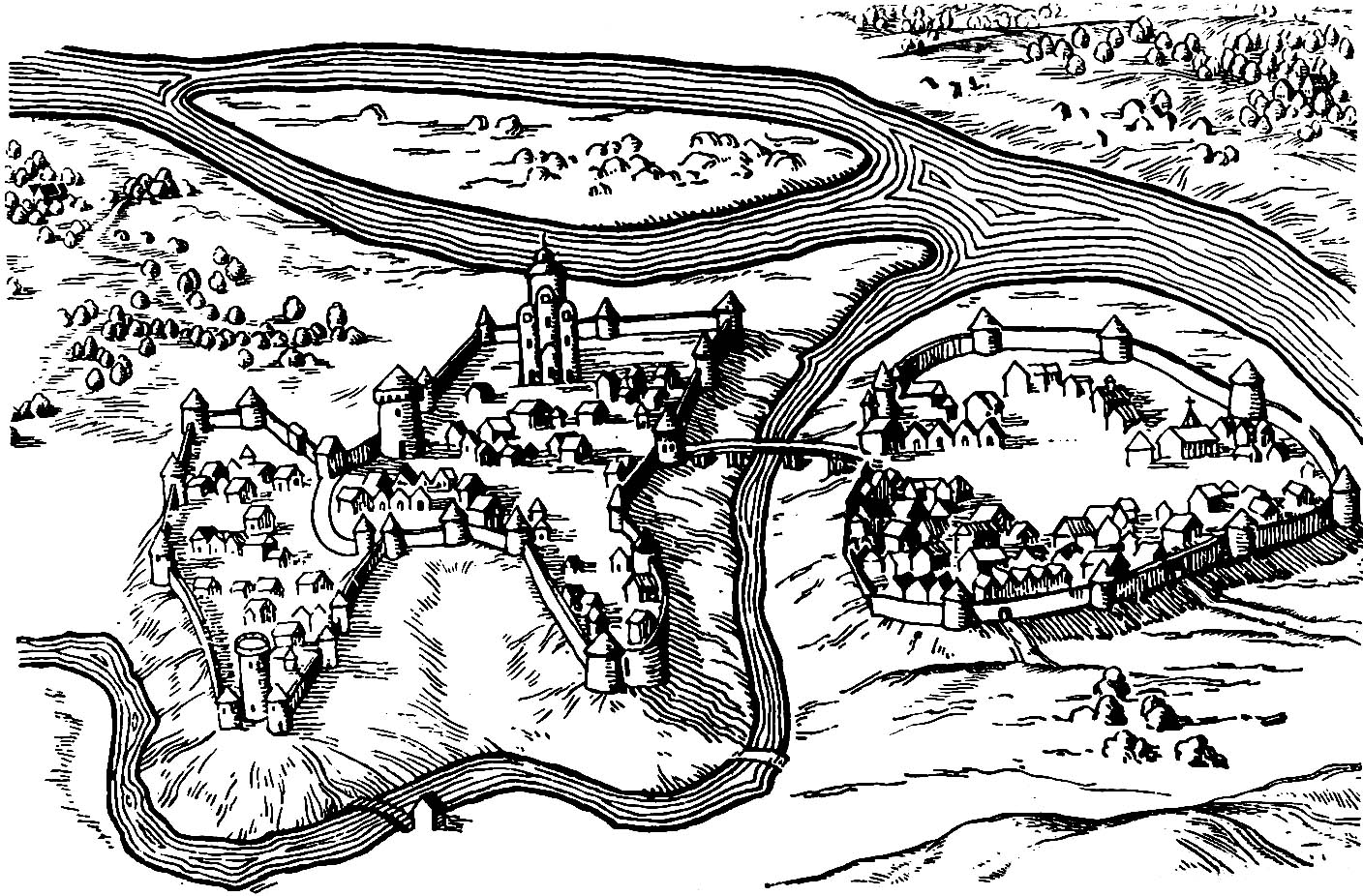
Połock w XVI wieku

Na początku XIV w. księstwo połockie opanowali Litwini. Stało się ono uposażeniem młodszych synów wielkich książąt. Odrębność księstwa zlikwidował wielki książę Witold i oddał je w zarząd mianowanym przez siebie starostom. Miastu w 1498 r. nadano prawo magdeburskie, co znacznie przyspieszyło jego rozwój. Reforma administracyjna z początków XVI w. przeprowadzona przez Aleksandra Jagiellończyka uczyniła z byłego księstwa województwo i Połock w latach 1500 – 1772 był stolicą województwa połockiego Wielkiego Księstwa Litewskiego. W czasie wojny litewsko-rosyjskiej 1558-1570 wojska moskiewskie cara Iwana IV Groźnego zdobyły miasto 15 lutego 1563, topiąc w Dźwinie wszystkich połockich Żydów. Dzięki późniejszej unii lubelskiej z 1569 między Polską i Litwą, inicjatywę odzyskania utraconych terytoriów na wschodzie podjęły wojska polskie króla Stefana Batorego, które przy wsparciu sił litewskich i węgierskich 30 sierpnia 1579 odbiły Połock oraz część województwa połockiego. Sukces ten stał się preludium do późniejszych sukcesów Batorego na terenach wschodniej Europy.
Stefan Batory założył w mieście kolegium jezuitów, w którym pierwszym rektorem był ksiądz Piotr Skarga. W związku z tym Połock, którego ludność w przeważającej większości wyznawała prawosławie (podobnie jak w całym województwie połockim) stał się najważniejszym w regionie ośrodkiem misji katolickiej. W kolegium wykładali m.in. Maciej Kazimierz Sarbiewski (1626–1628), poeta. Później (w latach 1635–1638) rektorem był ksiądz Wojciech Slaski, a dwukrotnie (w latach 1663–1670 i 1675–1677) rektorem był Mikołaj Slaski. W roku 1653 w Połocku przebywał późniejszy święty katolicki Andrzej Bobola. W okresie kasaty Towarzystwa Jezusowego (1773–1814) na terenie Europy i kolonii zagranicznych, Katarzyna II Wielka oponowała wobec decyzji papieża Klemensa XIV i obroniła szkolnictwo i działanie Jezuitów w Rosji; Połock stał się centrum odrodzenia i rozwoju zgromadzenia. Wśród rektorów i wikariuszy generalnych tej ery byli Stanisław Czerniewicz (1782–1785), Gabriel Lenkiewicz-Ipohorski (1785-1798), Franciszek Kareu (1799–1802) i Tadeusz Brzozowski (1805–1814), na V Kongregacji Połockiej został dnia 14 września 1805 wybrany generałem zakonu. 
W 1596 arcybiskup połocki Herman Zahorski podpisał akt unijny, przechodząc do nowo utworzonego Kościoła unickiego razem z całą administraturą. Nie oznaczało to automatycznego przyjęcia unii przez prawosławne mieszczaństwo Połocka; postępy unii były w mieście i w regionie powolne. W 1617 unickim biskupem połockim został Jozafat Kuncewicz. Jego gorliwość przy szerzeniu unii, połączona ze stosowaniem administracyjnych środków nacisku, doprowadziła do zaostrzenia się konfliktu prawosławno-unickiego. W 1623 hierarcha zginął w Witebsku z rąk tłumu prawosławnych mieszczan. W następstwie tego wydarzenia władze odebrały prawosławnym wszystkie świątynie w Połocku, Witebsku i Mścisławiu.
Począwszy od 1633 na terytorium unickiej archidiecezji połockiej funkcjonowała równolegle prawosławna eparchia mścisławska, mohylewska i orszańska (białoruska).
W 1705 r. miała tu miejsce masakra bazylianów dokonana przez cara Piotra I, który zamierzał zniszczyć Kościół unicki. Połock znajdował się na terenie I Rzeczypospolitej do 1772 roku, później w Imperium Rosyjskim.
W 1812 roku powstała w mieście Akademia Połocka będąca następczynią kolegium jezuitów.

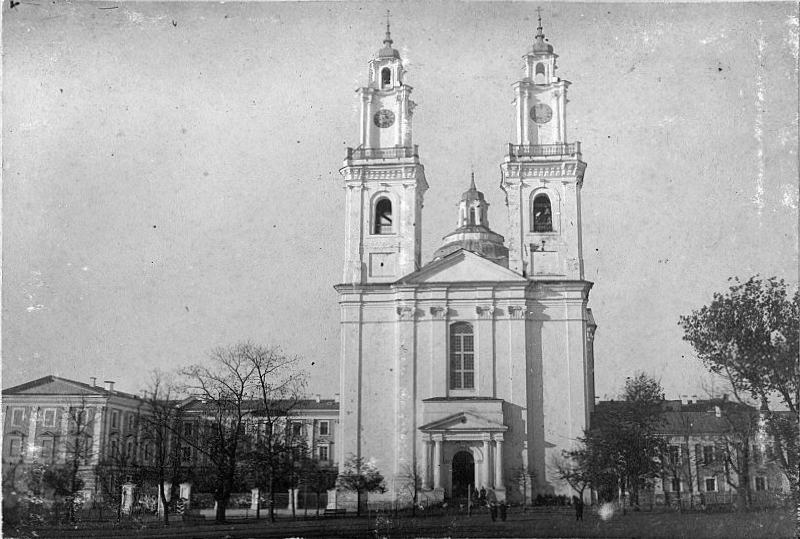
Kościół jezuitów pw. św. Stefana przy Rynku (1910), wysadzony

W 1839 synod połocki ogłosił likwidację unii brzeskiej na ziemiach zabranych. Odczytanie stosownego aktu miało miejsce w katedrze unickiej, przekształconej następnie w prawosławną (wzniesionej na miejscu średniowiecznego soboru św. Zofii). Od 1833 Połock na nowo był siedzibą eparchii prawosławnej i pozostaje nią nadal.
W czasie wojny polsko-bolszewickiej 21 września 1919 roku Wojsko Polskie odbiło z rąk bolszewików przedpole miasta położone na południowym brzegu Dźwiny. Wycofujący się bolszewicy wysadzili most kolejowy i podpalili drewniany. 22–25 września siły polskie opanowały cały Połock. 10 października w wyniku kontrataku, 52. Dywizja Strzelców Armii Czerwonej ponownie zajęła miasto, jednak 3 listopada polska 1 Dywizja Litewsko-Białoruska raz jeszcze zajęła przedmieścia, wypierając bolszewików na północny brzeg Dźwiny. W okresie wielkiego terroru w lesie we wsi Bielczyca NKWD zamordowało setki więźniów połockiego więzienia (obecnie szkoła muzyczna przy placu Wolności). 
Podczas okupacji hitlerowskiej, pod koniec lipca 1941 roku Niemcy utworzyli getto dla żydowskich mieszkańców. Przebywało w nim około 10000 osób. 3 lutego 1942 roku Niemcy zlikwidowali getto, a Żydów zamordowali w Łozówce i na terenie byłego sowieckiego obozu Borowucha II. 
Po II wojnie światowej miasto znalazło się w ZSRR. Od 1991 miasto w niepodległej Białorusi.

## Zabytki i atrakcje turystyczne

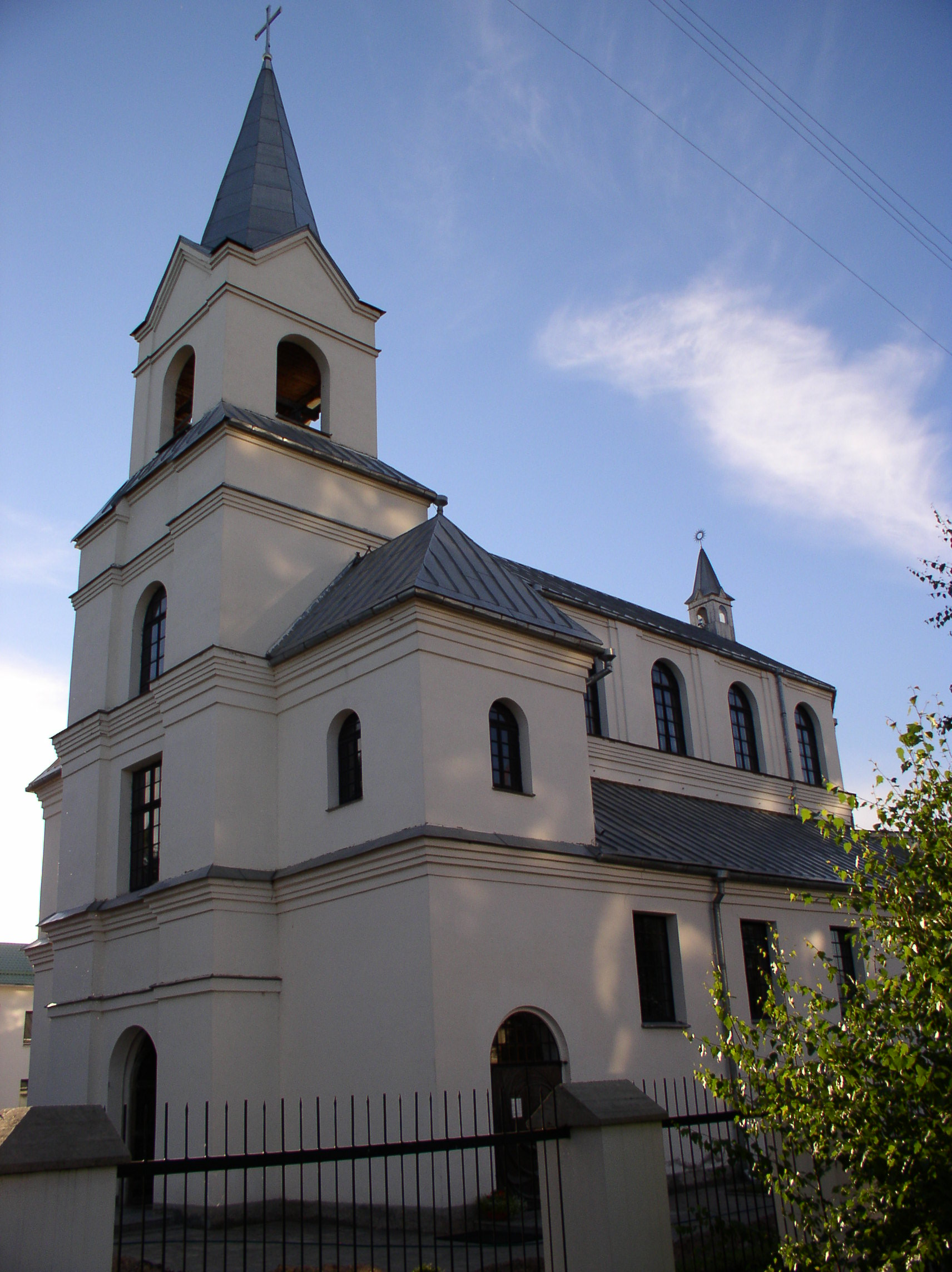
Kościół pw. św. Andrzeja Boboli

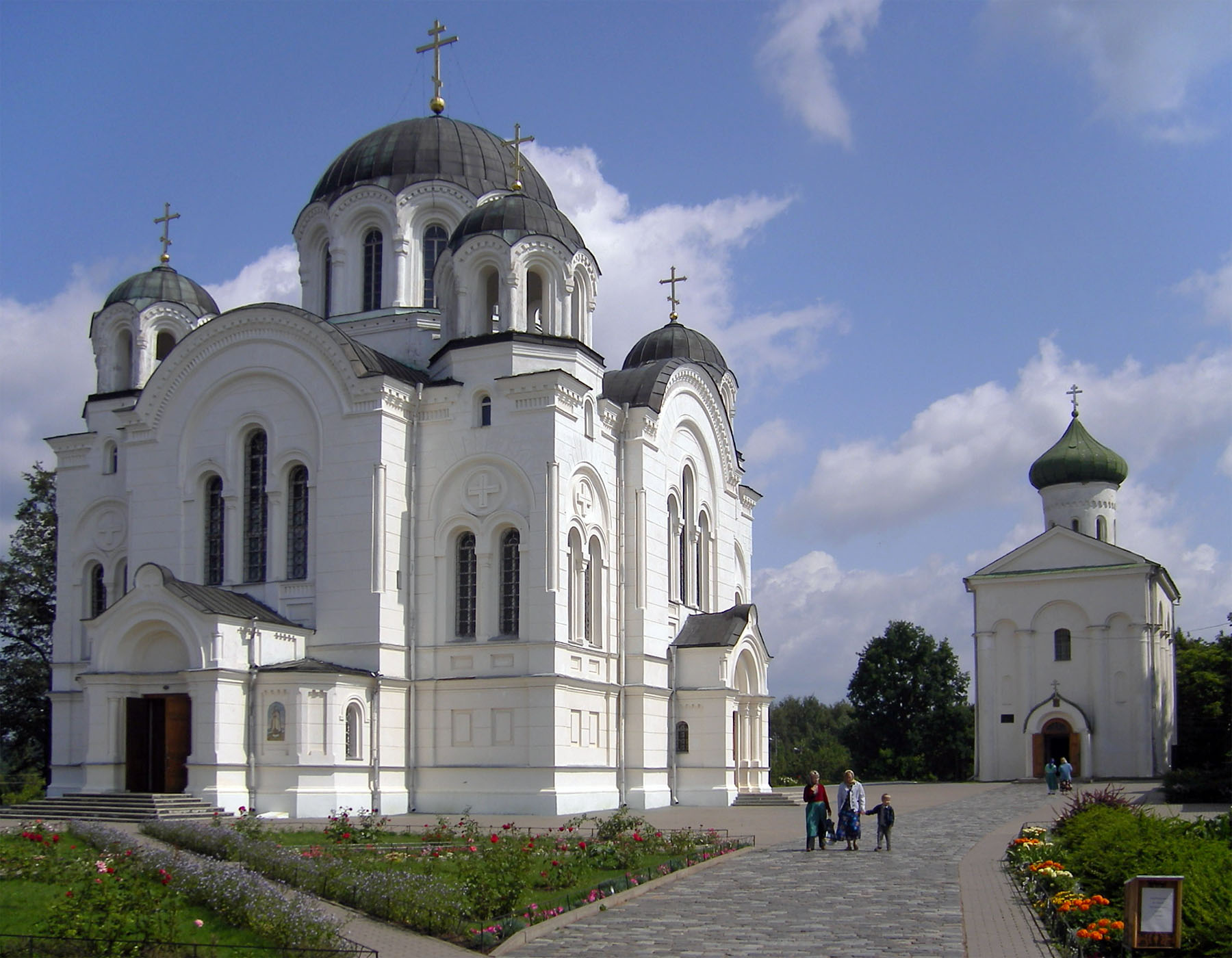
Monaster Przemienienia Pańskiego i św. Eufrozyny Połockiej

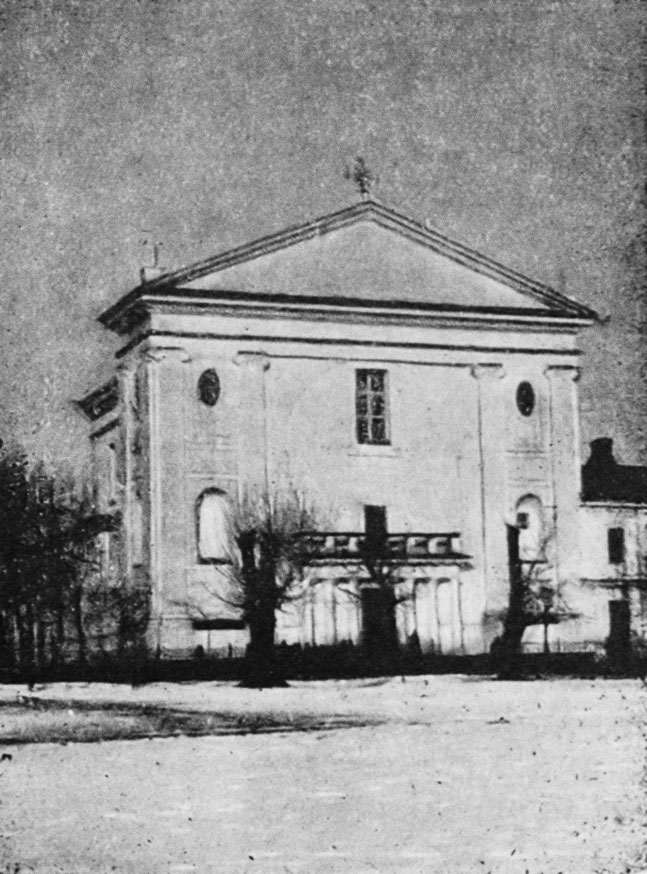
Kościół dominikanów przy Rynku (1913)

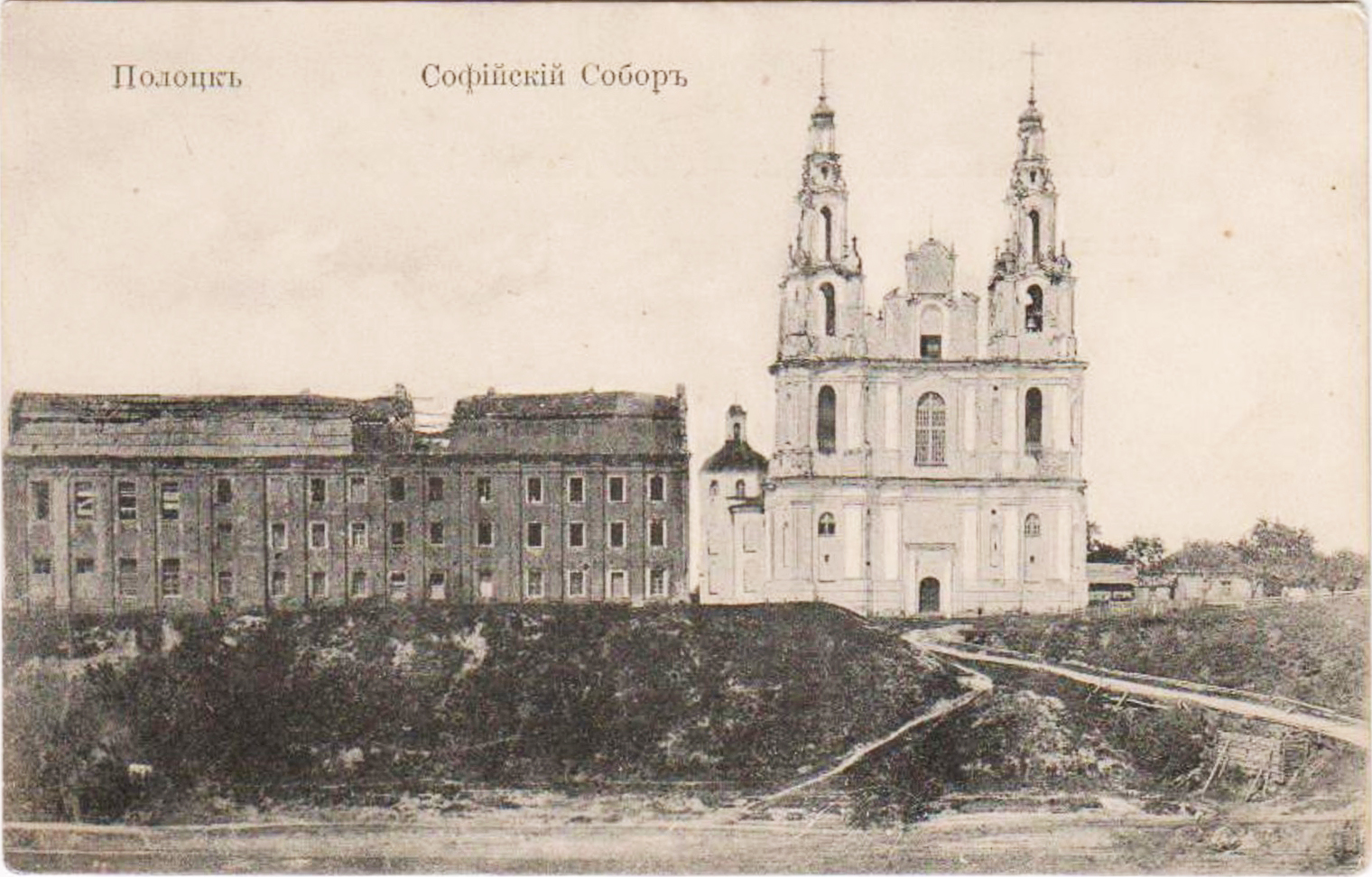
Sobór św. Zofii i kolegium jezuitów (zburzone), (1905)

- kościół jezuitów (katedra) św. Mikołaja i kolegium założone przez króla Polski Stefana Batorego[18]
- Sobór św. Zofii w Połocku (1748–1765, arch. Jan Krzysztof Glaubitz). Znajduje się na dawnym wzgórzu zamkowym, na miejscu starszych świątyń pod tym samym wezwaniem.
- Cerkiew Przemienienia Pańskiego
- Klasztor Bernardynów z 1758 roku na Zadźwiniu. Założony w roku 1695 staraniem wojewody połockiego Michała Słuszki i przekazany bernardynom, którzy, sprowadzeni do Połocka w r. 1488, po wtargnięciu Moskali w r. 1563 opuścili placówkę w centrum miasta. Skasowany w r. 1832. Obecnie magazyn. Jest to długi, piętrowy, dwuskrzydłowy budynek, pierwotnie połączony z zakrystią kościoła. Obok stał kościół barokowy z lat 1758–1764 zbudowany staraniem gwardiana Rafała Kulikowskiego. Poświęcono go w r. 1769. Po kasacie klasztoru został przekazany Cerkwi. Znajdowało się tutaj więzienie NKWD[19]. W wieku XX popadł w ruinę.
- Klasztor Franciszkanów z 1628 r.
- Cerkiew Objawienia Pańskiego – z lat 1761–1779. W l. 1836–1839 została przebudowana i ozdobiona malowidłami. Po 1918 roku była nieczynna. Po restauracji przeprowadzonej w l. 1973–1983 mieści galerię obrazów. Jest to dwuwieżowa, krzyżowo-kopułowa hala zbudowana na planie prostokąta, z odcinkowo zamkniętym prezbiterium i ramionami transeptu występującymi na grubość muru. Obok pozostałości po dawnym monasterze Objawienia, założonym za przyzwoleniem króla Władysława IV. W latach 1782–1785 na miejscu starych zabudowań drewnianych wzniesiono nowy klasztor, według projektu Giacoma Quarenghiego. Przebudowano go w r. 1817 i w l. 1832–1836. Około r. 1944 rozebrano jedno skrzydło.
- Monaster Przemienienia Pańskiego i św. Eufrozyny Połockiej
- Cerkiew Opieki Matki Bożej z 1905
- Kościół św. Andrzeja Boboli z 1997 r.
- Zbór protestancki z 1900 roku
- Cmentarz
- dom cara Rosji Piotra I, obecnie Muzeum Starego Połocka
- kościół dominikanów
- kościół Matki Boskiej
- Czerwony Most

## Flaga
Flaga Połocka została ustanowiona 20 stycznia 2006 roku rozporządzeniem prezydenta Białorusi nr 36.

## Galeria

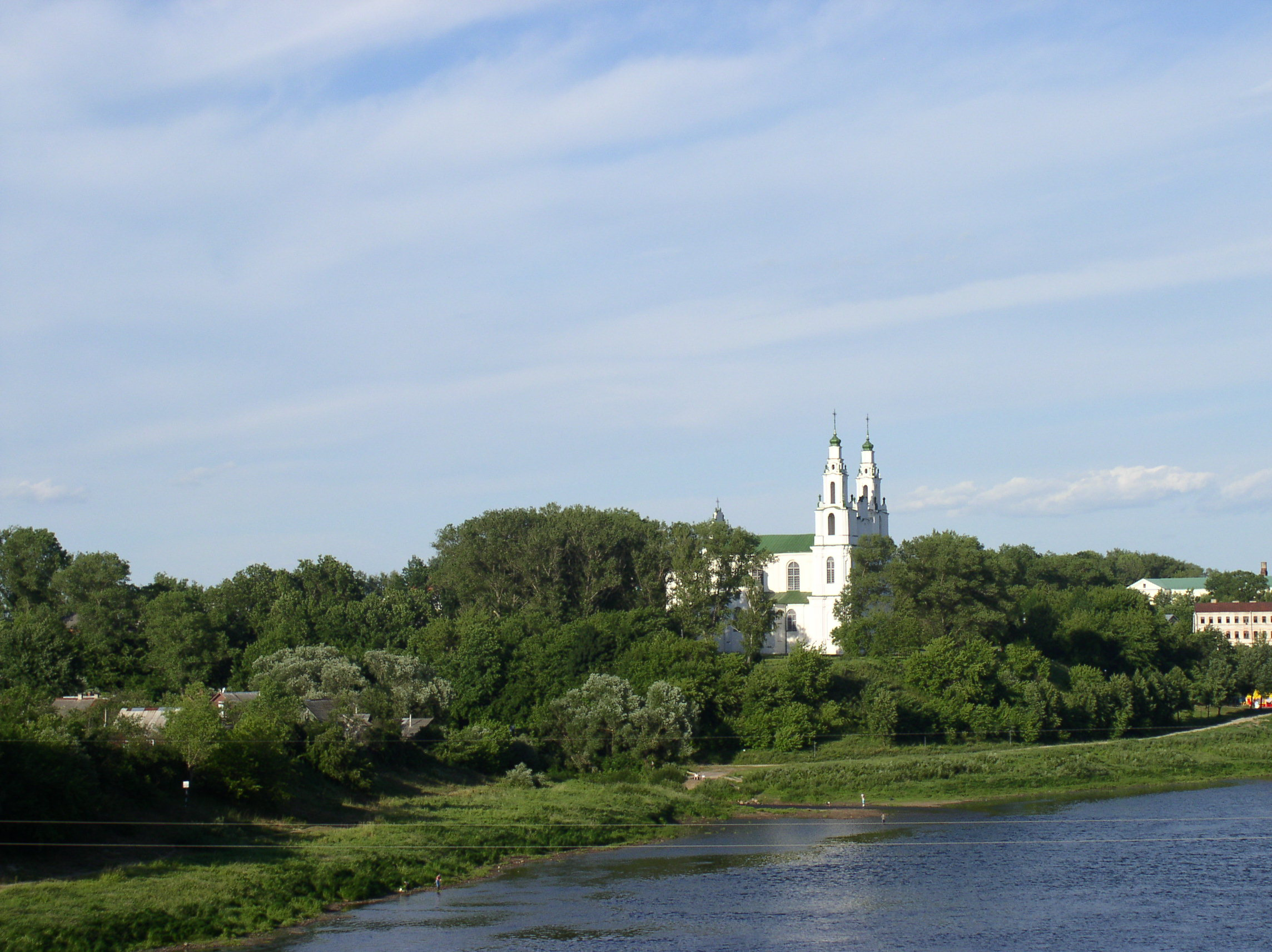
Widok na cerkiew Mądrości Bożej
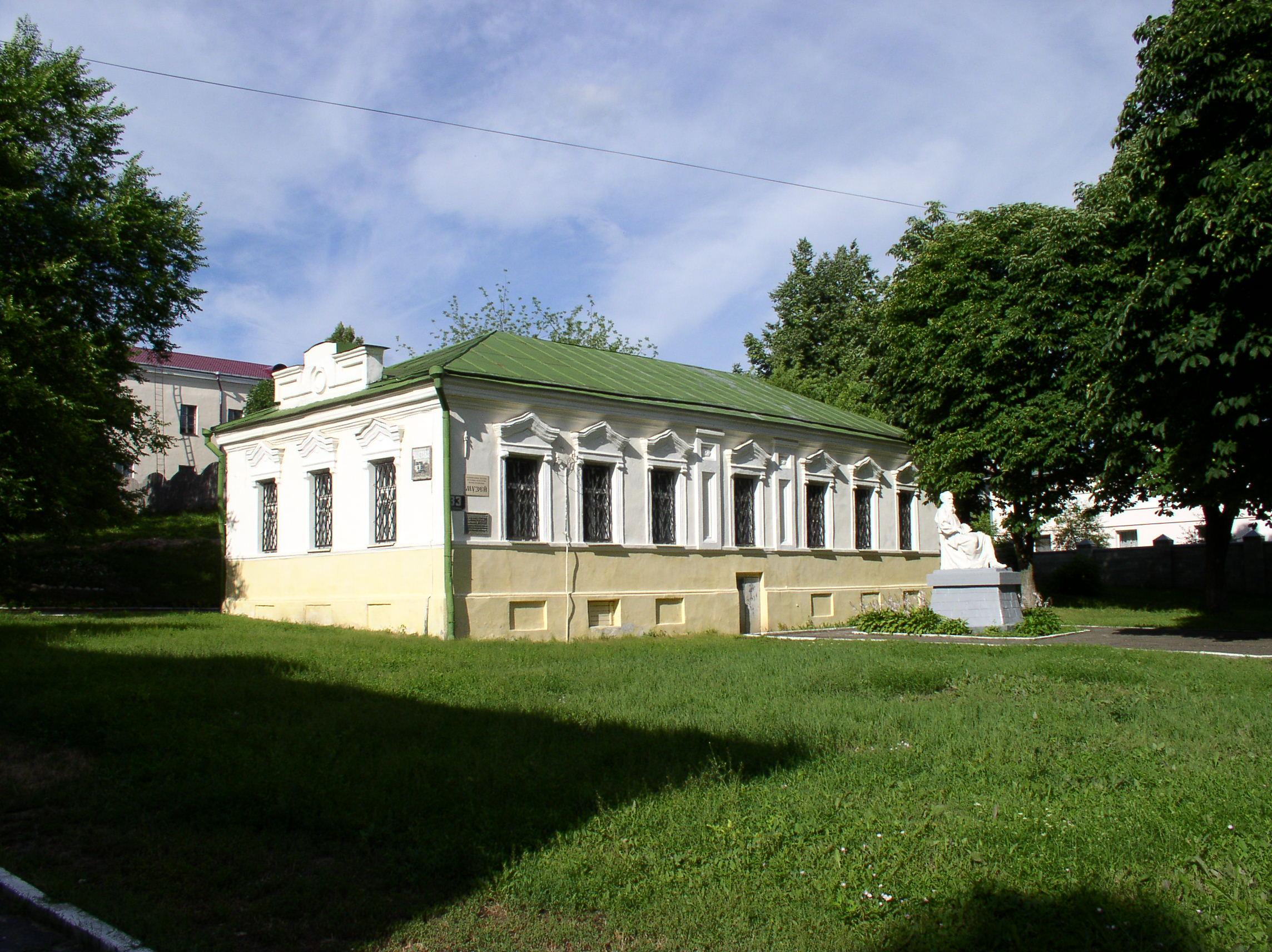
Dwór Piotra I
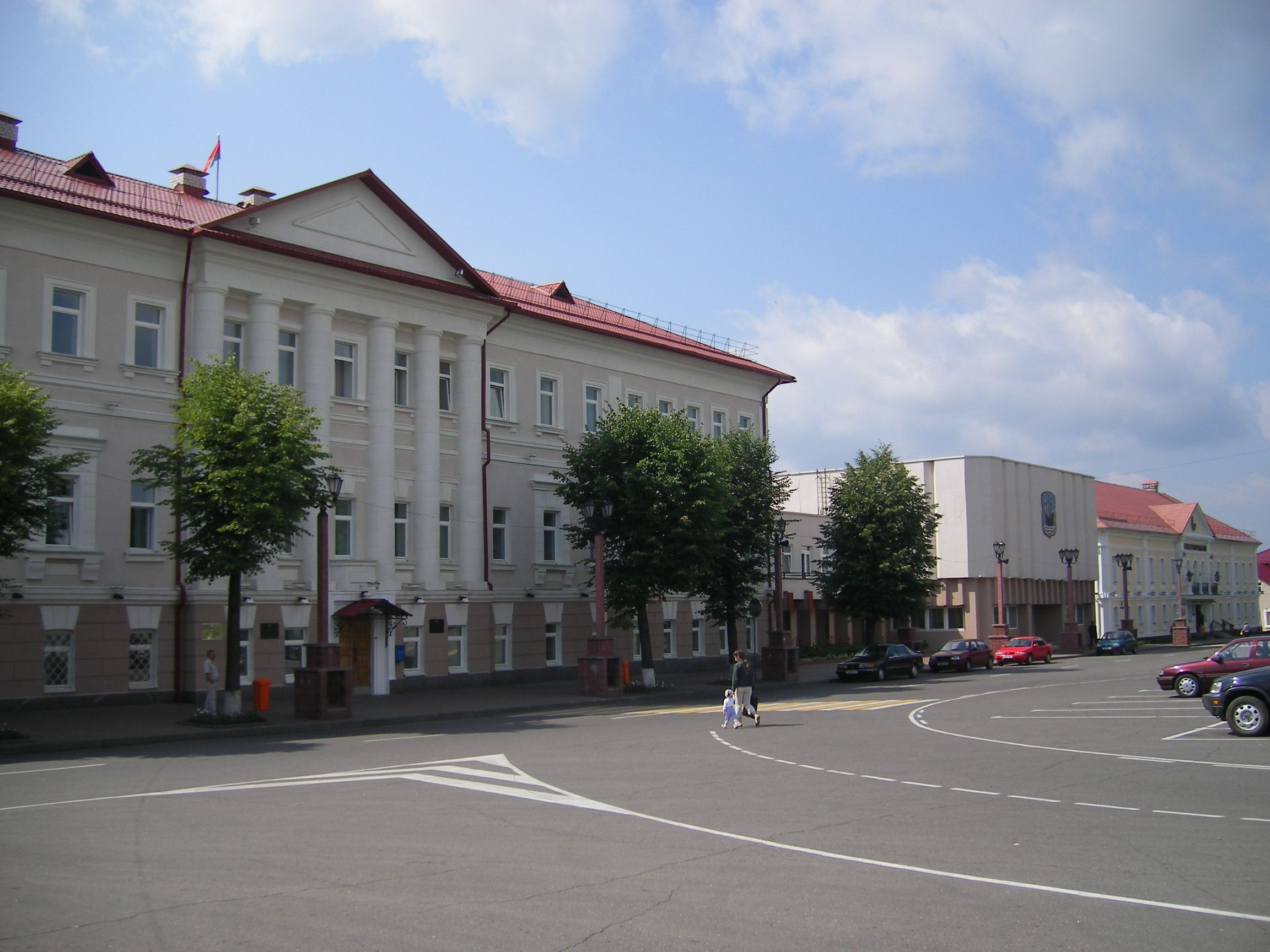
Plac Wolności

## Miasta partnerskie
- Friedrichshafen
- Elektrostal
- Gdańsk